# Haßbach (Bieber)
Der Haßbach ist ein linker Zufluss der Bieber im Main-Kinzig-Kreis im hessischen Spessart.

## Geographie

### Verlauf

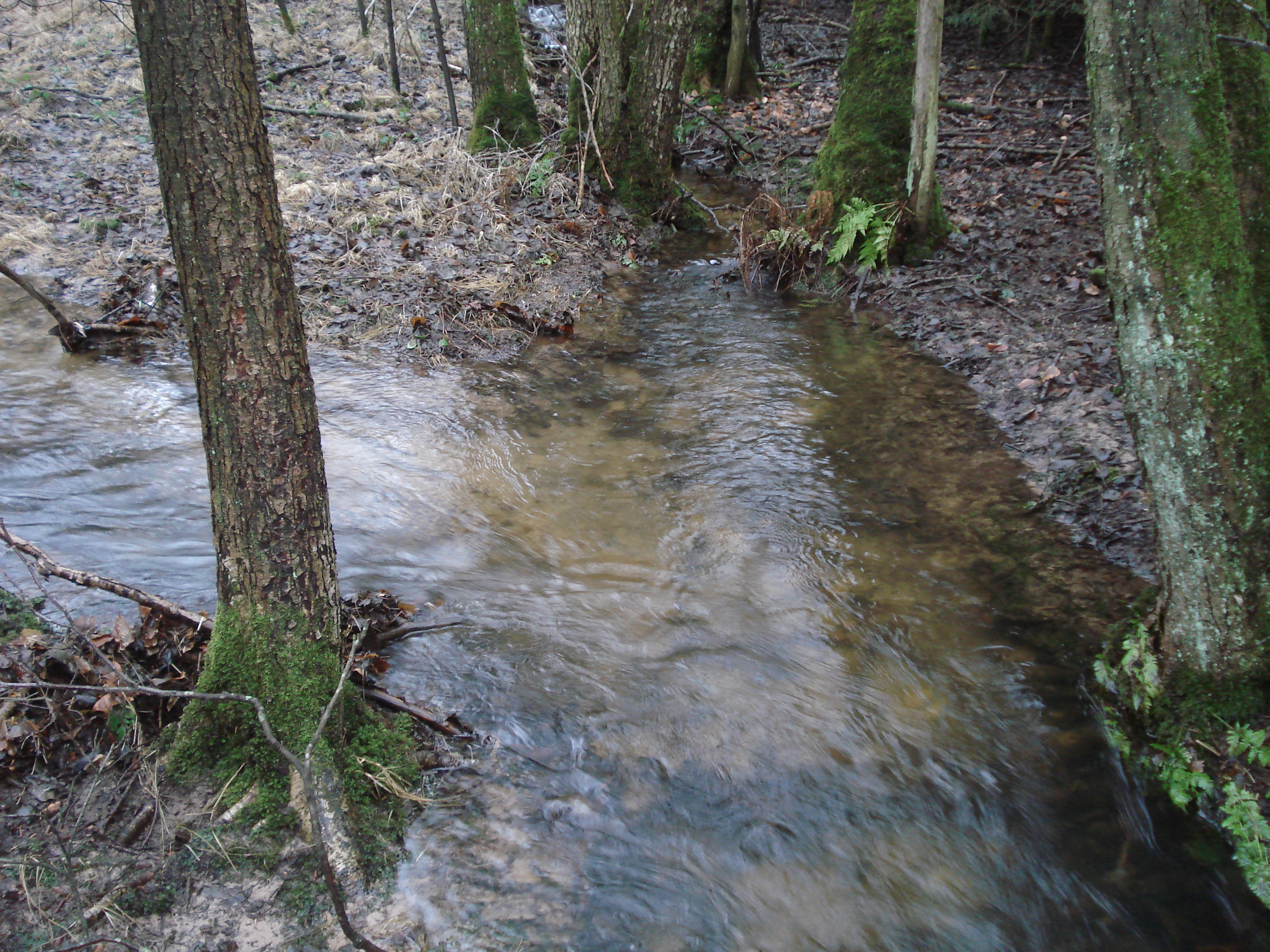
Der Haßbach (hinten) mündet in die Bieber (von links nach vorne)

Der Haßbach entspringt auf einer Höhe von etwa 360 m ü. NHN nördlich vom Wiesbüttsee am Fuße des Burgbergs (469 m). 
Er fließt in nördliche Richtung und mündet schließlich südöstlich von Röhrig auf einer Höhe von ungefähr 275 m ü. NHN  von links in die Bieber.
Sein etwa 1,1 km langer Lauf endet 85 Höhenmeter unterhalb seiner Quelle, er hat somit ein mittleres Sohlgefälle von 77 ‰.

### Einzugsgebiet
Das Einzugsgebiet des Haßbachs liegt im Sandsteinspessart und wird über die Bieber, die Kinzig, den Main und den Rhein zur Nordsee entwässert.
Die höchster Erhebung ist der 469 m hohe Burgberg im Westen des Einzugsgebiets.
Das Einzugsgebiet ist überwiegend bewaldet, nur auf der linken Seite im Mündungsbereich dominiert Grünland.

### Flusssystem Kinzig
- Liste der Fließgewässer im Flusssystem Kinzig (Main)